# Nikola Žižić (basquetbolista, nascut el 2000)
|  | No s'ha de confondre amb Nikola Žižić (basquetbolista, nascut el 1994). |

Nikola Žižić (Podgorica, Montenegro, 11 d'abril de 2000) és un jugador de bàsquet montenegrí. Juga de pivot i el seu equip actual és el FC Barcelona B de la lliga LEB Or d'Espanya.

## Cursa esportiva
Format al planter del FC Barcelona B, formaria part de l'equip júnior des del 2016 al 2018.
A la temporada 2018/19 forma part del filial del FC Barcelona B, que juga a LEB Or.